# Xanthia ochreago
Xanthia ochreago là một loài bướm đêm trong họ Noctuidae.